# Striden mellem Bernhard af Clairvaux og Peter Abelard
Bernhard af Clairvaux og Peter Abelard var indblandet i en af Middelalderens mest berømte filosofiske stridigheder, der endte med at Bernhard af Clairvaux fik dømt Peter Abelard for kætteri i byen Sens 1140.

## Baggrund
I det tolvte århundredes gejstlige miljø var der to forskellige måder at opfatte verden på, den esoteriske og mystiske - og den rationelle, og Peter Abelard og Bernhard af Clairvaux var de to fremmeste repræsentanter for hver af fløjene. Bernhard var esoteriker og mystiker, mens Abelard var rationalist. Målet for deres studier var dog det samme: At forstå det de troede på.
Et andet skel i perioden var det, som fandtes mellem reformbevægelsen og dem, der måtte være traditionalister. Abelard var dybest set enig med reformfolk som Bernhard i religiøse spørgsmål og i opfattelsen af, hvordan gejstlige burde leve, men alligevel var han mest af alt i opposition til dem, blandt andet da han blev anklaget for kætteri af Bernhard i 1140 i Sens.
Når Abelard gerne beskrives som rationel og Bernhard som mystiker, er det dog mest for at fremhæve forskellene mellem dem. Det gør det vigtigt at understrege, at Abelard også besad mystiske dimensioner, og at Bernhard gerne brugte rationelle forklaringer i sine skrifter. 
Abelard og Bernhard var begge centrale personligheder i både samtidens og i nutidens opfattelser af periodens filosofiske diskussion. Måske af samme grund er forholdsvis mange tekster fra deres side blevet bevaret.